# Мађарска на Европском првенству у атлетици у дворани 1970.
Мађарска је учествовала на 1. Европском првенству у дворани 1970 одржаном у Бечу, Аустрија, 14. и 15. марта. У првом учешћу на европским првенствима у дворани репрезентацију Мађарске представљало је осам спортиста (5 мушкарца и 3 жене) који су се такмичили у исто толико дисциплина).
На овом првенству Мађарска није освојила ниједну медаљу. У табели успешности према броју и пласману такмичара који су учествовали у финалним такмичењима (првих 8 такмичара) Мађарска је са три учесником у финалу и девет бодова заузела 14 место, од 23 земље које су имале представнике у финалу. На првенству су учествовале 24 земаље чланице ЕАА. Једино Турска није имала представника у финалу
| Плас. | Земља    | 1. место | 2. место | 3. место | 4. место | 5. место | 6. место | 7. место | 8. место | Бр. финал. - Бод. |
| ----- | -------- | -------- | -------- | -------- | -------- | -------- | -------- | -------- | -------- | ----------------- |
| 14.   | Мађарска | 0        | 0        | 0        | 0        | 1—4      | 1—3      | 1—2      | 0        | 3—9               |

## Учесници
| Бр. | Дисциплина   | Мушкарци       | Жене           | Укупно |
| --- | ------------ | -------------- | -------------- | ------ |
| 1.  | 60 м препоне | Лоранд Миласин | Каталин Балог  | 2      |
| 2.  | Скок увис    | Иштван Мајор   | Магдолна Комка | 2      |
| 3.  | Скок мотком  | Агоштон Шчулек |                | 1      |
| 3.  | Скок удаљ    | Хенрик Калочаи | Агота Гуљаш    | 2      |
| 3.  | Троскок      | Золтан Цифра   |                | 1      |
|     | Укупно (4)   | 5              | 3              | 8      |

## Резултати

### Мушкарци
| Атлетичар      | Дисциплина  | Лични рекорд | Квалификације | Квалификације   | Полуфинале | Полуфинале | Финале   | Финале   | Детаљи |
| Атлетичар      | Дисциплина  | Лични рекорд | Резултат      | Место           | Резултат   | Место      | Резултат | Место    | Детаљи |
| -------------- | ----------- | ------------ | ------------- | --------------- | ---------- | ---------- | -------- | -------- | ------ |
| Лоранд Миласин | 60 м        |              | 8,1           | 2. у гр. 1 (КВ) | одустао    | одустао    | одустао  | НЗ       |        |
| Иштван Мајор   | скок увис   |              |               |                 |            |            | 2,08     | 11. / 18 |        |
| Агоштон Шчулек | скок мотком |              |               |                 |            |            | 4,80     | 9. / 12  |        |
| Хенрик Калочаи | скок удаљ   |              |               |                 |            |            | 7,73     | 8. / 18  |        |
| Золтан Цифра   | троскок     |              |               |                 |            |            | 16,35    | 5. / 11  |        |

### Жене
| Атлетичарка    | Дисциплина    | Лични рекорд | Квалификације | Квалификације | Полуфинале            | Полуфинале            | Финале                | Финале  | Детаљи |
| Атлетичарка    | Дисциплина    | Лични рекорд | Резултат      | Место         | Резултат              | Место                 | Резултат              | Место   | Детаљи |
| -------------- | ------------- | ------------ | ------------- | ------------- | --------------------- | --------------------- | --------------------- | ------- | ------ |
| Каталин Балог  | 60 м порепоне |              | 8,7           | 5. у гр. 2    | Није се квалификовала | Није се квалификовала | Није се квалификовала | 14 / 14 |        |
| Магдолна Комка | скок увис     |              |               |               |                       |                       | 1,73                  | 7 / 13  |        |
| Агота Гуљаш    | скок удаљ     |              |               |               |                       |                       | 6,04                  | 15 / 17 |        |